# Bidania-Goiatz
Bidania-Goiatz (o, in castigliano, Bidegoyan) è un comune spagnolo di 427 abitanti situato nella comunità autonoma dei Paesi Baschi.